# Панеллиниос (баскетбольный клуб)
«Панелли́ниос» — греческий баскетбольный клуб из города Афины. Сам клуб основан в 1891 году. Баскетбольная секция в нём одна из старейших в Европе, организована в 1929 году. Тогда же клуб принял участие в чемпионате Афин и с ходу выиграл его.

## Достижения
В середине прошлого века «Панеллиниос» один из сильнейших клубов Греции. Олимпийская сборная-1952 была составлена на его базе. Афинский коллектив шесть раз выигрывал чемпионат Греции  (1928/29, 1938/39, 1939/40, 1952/53, 1955, 1956/57).
В 1963 году «Панеллиниос» стал одним из инициаторов создания Греческой профессиональной баскетбольной лиги. Однако спортивные результаты команды пошли на спад. В активе лишь две «бронзы» (1970, 1978).